# Снукер на Мальте
Снукер на Мальте — относительно популярная игра и самый развитый вид бильярда.

## История
Снукер на Мальте начал развиваться гораздо раньше, чем в остальной Европе (за исключением Великобритании и Ирландии). Национальная снукерная ассоциация была создана в 1935 году, а с 1947 начал проводиться ежегодный чемпионат Мальты. Первым профессиональным снукеристом из этой страны стал в 1984 Пол Мифсуд, а через два года в мэйн-туре появился пока самый известный и сильный снукерист Мальты — Тони Драго. Он же до сих пор считается одним из лучших спортсменов страны.
С конца 1970-х на Мальте стали проходить крупные любительские международные турниры, с 1990-х — профессиональные (в том числе и рейтинговые).

## Турниры

### Профессиональные
- Кубок Мальты
- Malta Grand Prix
- European Open (с 1996 по 2001)

### Международные (любительские)
- 1978 чемпионат мира
- 1992 чемпионат мира
- 1996 Malta Masters
- 1997 Continental Team Cup
- 1998 чемпионат мира under-21
- 1998 Чемпионат Европы under-19
- 2003 Continental Team Cup
- 2005 Кубок Средиземноморья
- 2005 Командный чемпионат Европы
- 2010 Командный чемпионат Европы
- 2010 Чемпионат Европы under-19

## Игроки и рефери
Ниже представлен полный список снукеристов-профессионалов с Мальты. На настоящее время профессиональный статус остаётся только у Тони Драго.
- Тони Драго
- Алекс Борг
- Пол Мифсуд
- Джо Грек
- Марио Вассалло
- Марио Кутаяр

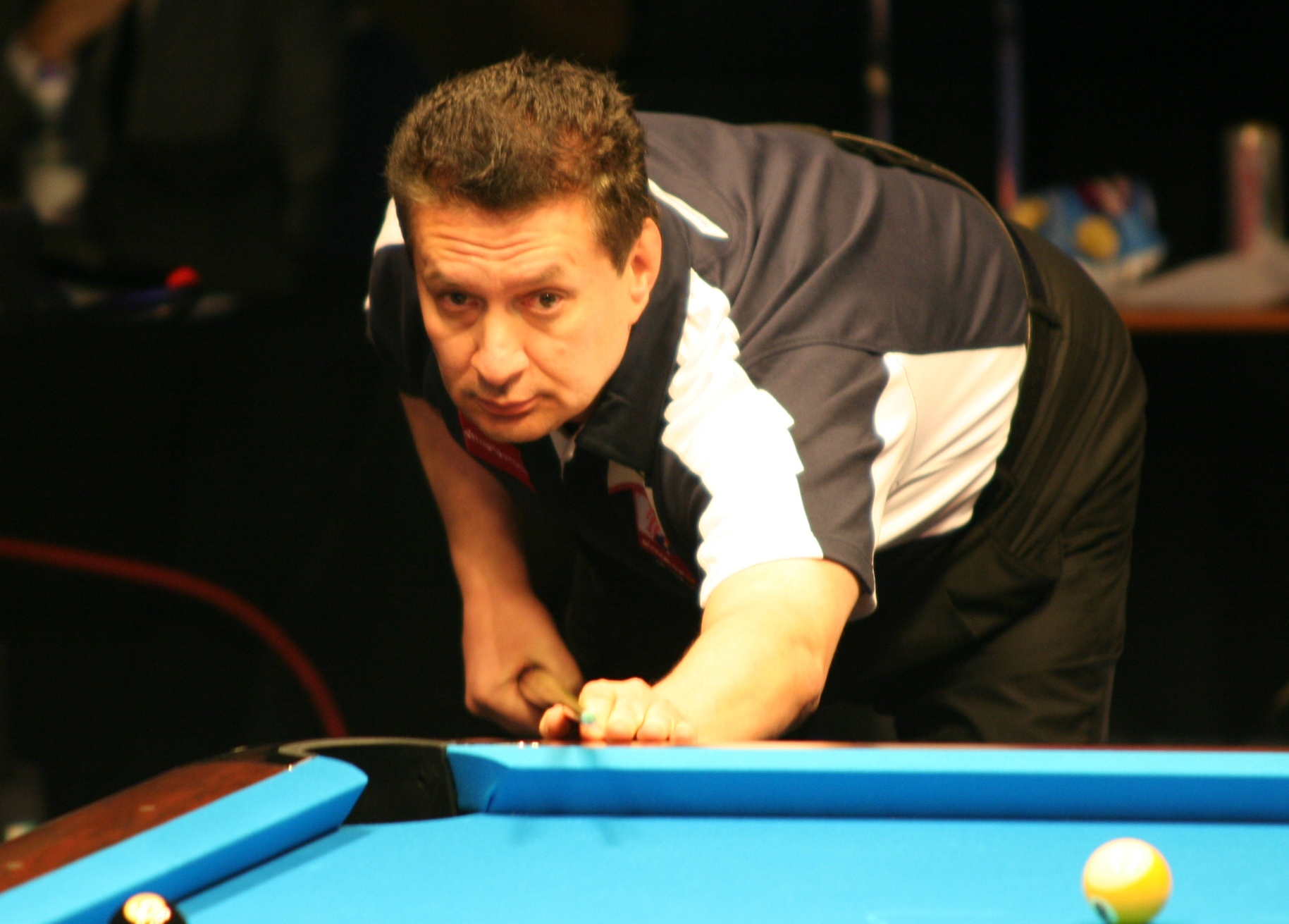
Тони Драго

На настоящее время только один мальтийский рефери входит в число профессиональных снукерных судей — это Терри Камиллери.